# 沙舍·辛格·谢里
沙舍·辛格·谢里（英語：Shamsher Singh Sheri；1942年—2005年10月30日），化名卡拉姆·辛格（英語：Karam Singh），是印度共产党（毛主义）政治局委员。

## 生平
出生于旁遮普邦桑鲁尔县的Khokhar Kalan。出生不久，他的父亲去世。他属于一个中产阶级的农民家庭，有六个兄弟和三个姐妹。谢里在1957年娶了哈伯斯·考尔（Harbans Kaur）。
谢里加入了印度共产党（马列），并于1969-1970年间转入地下。他积极参加武装斗争。他的妻子和嫂子被监禁了三个月，并受到酷刑。他的兄弟和朋友也受到警察的折磨。
1974年，他加入了哈比扬·索希（Harbhajan Sohi）的旁遮普邦共产主义革命委员会，该委员会于1976年合并到印度共产主义革命者统一中心（马列）。1979年，旁遮普邦委员会分裂出来，成立了一个平行的印度共产主义革命者统一中心（马列），1980年代初，谢里成为该组织内少数派的领袖。1982年，他和他的追随者脱离该组织。1983年11月，印度革命共产主义中心（马列）成立，谢里任书记。1992年的会议后，印度革命共产主义中心（马列）在1995年分裂为两派。谢里是其中一派印度革命共产主义中心（毛主义）的书记。谢里积极参与建立南亚毛主义政党和组织协调委员会。
2003年1月，印度革命共产主义中心（毛主义）与毛主义共产主义中心合并为印度毛主义共产主义中心。谢里成为其中央委员。2004年印度毛主义共产主义中心和印度共产党（马列）人民战争合并为印度共产党（毛主义）后，谢里成为新党的中央委员和政治局委员。
谢里患有脑性疟疾和黄疸。他于2005年10月30日去世。